# Porpacithemis trithemoides
Porpacithemis trithemoides là loài chuồn chuồn trong họ Libellulidae. Loài này được Fraser mô tả khoa học đầu tiên năm 1958.